# إبراهام كولز
إبراهام كولز (بالإنجليزية: Abraham Coles)‏ هو كاتب وطبيب ومترجم وشاعر أمريكي، ولد في 26 ديسمبر 1813 في Scotch Plains, New Jersey ‏ في الولايات المتحدة، وتوفي في 3 مايو 1891 في مونتيري في الولايات المتحدة.